# Nikon D300s
Nikon D300s — цифровой зеркальный фотоаппарат компании Nikon, являющейся модернизацией модели D300. Фотоаппарат имеет сенсор Sony IMX-038-BQR с кроп-фактором 1,5 и позволяет использовать как предназначенные для сенсоров такого размера объективы Nikon DX, так и другие объективы с байонетом Nikon F. Главным улучшением по сравнению с базовой моделью стало появление возможности видеозаписи в стандарте 720p.
В январе 2012 года модель была убрана из списка актуальных на японском сайте Nikon.

## Комплект поставки
В комплект поставки Nikon D300s входят:
- Литий-ионный аккумулятор EN-EL3e.
- Зарядное устройство MH-18a.
- USB-кабель UC-E4 и видеокабель EG-D100.
- Шейный ремень AN-DC4.
- Крышка монитора BM-8, крышка байонета, крышки видоискателя DK-5 и DK-23.
- Документация и программное обеспечение.

## Отличия от Nikon D300
- Сенсор «IMX038» производства Sony (IMX021 в D300);
- Скорость съёмки увеличена до 7 кадров в секунду;
- Два разъёма для карт памяти, CF и SD;
- Режим бесшумной съёмки;
- Мультиконтроллер с центральной кнопкой;
- Режим экрана интерактивной установки режимов и отдельная кнопка Info для его включения;
- Отдельная кнопка для включения режима Live View;
- Интерфейс HDMI типа C (в D300 — типа A);
- Режимы Active D-Lighting Auto и Extra High;
- Виртуальный горизонт;
- Изменение размеров изображений RAW средствами камеры;
- Запись видео 720p / 24 fps HD;
- Стереовход для внешнего микрофона;
- Базовые возможности редактирования видео средствами камеры;